# Řitka
Řitka este o comună  situată în districtul Praga-Vest din Regiunea Boemia Centrală din Cehia, la aproximativ 26 km sud-vest de centrul Praga, la 7 km sud de orașul Černošice și la 4 km nord-est de Mníšek pod Brdy. Are o populație de peste 1.300 locuitori.